# 闇金ウシジマくん外伝 肉蝮伝説
『闇金ウシジマくん外伝 肉蝮伝説』（やみきんウシジマくんがいでん にくまむしでんせつ）は、原作：真鍋昌平・作画：速戸ゆう、第二期より作画：嶋田ひろあき・ネーム：藤澤勇希による日本の漫画作品。『やわらかスピリッツ』（小学館）にて、2017年2月28日より隔週火曜日に連載中。
『闇金ウシジマくん』に登場する悪漢・肉蝮を主人公に据えたスピンオフ作品。
2022年5月時点で累計100万部を記録している。

## 沿革
2017年2月28日、『やわらかスピリッツ』にて連載開始。
2020年4月、読者が自宅での勉強、テレワーク、家事の合間の息抜きに楽しめるようにと、本作の塗り絵を『やわらかスピリッツ』にて公開。
2021年1月14日放送の「かまいガチ」（テレビ朝日系）に、作者の速戸と担当編集者が出演。かまいたちが「悪役のネタが尽きた」と相談を持ちかけたことから、番組での内容をもとにした本作の特別編を速戸が執筆することになる。1月25日深夜に放送された同番組にて、本作とかまいたちがコラボレートした漫画が発表され、『週刊ビッグコミックスピリッツ』2021年8号および『やわらかスピリッツ』にて公開。
2022年8月7日、YouTubeチャンネル「ヒューマンバグ大学」「闇金ウシジマくん公式チャンネル」にてオリジナルコラボレーション動画が配信された。

## あらすじ
極悪人・肉蝮は、刑期満了により出所するやいなや虫本組のヤクザ連中を返り討ちする。その後、拾った車に偶然乗っていた青年・有麻洋に自分を新宿へ連れて行くよう命令する。彼の目的は、自身に傷を負わせ刑務所へ入るきっかけを作ったヤクザ・毘婆への復讐だった。

## 登場人物

### 全編
肉蝮（にくまむし）
本作の主人公。倫理観が著しく欠如している神出鬼没の凶悪犯。巷では「100人の女性を犯したレイプ魔」という犯罪歴が知られている。
極めて自己中心的であり、誰に対しても傍若無人に振る舞う。強靭な肉体を有し、その強さは裏社会の人間に広く認知されていた。なかには彼を仲間に引き入れようとする者や、うまく利用しようとする者もいるが、ほとんどが返り討ちとなり悲惨な末路を迎える。自分の機嫌を損ねた者は決して許さず、一般人・ヤクザ・警察の別なく制裁を加える。場合によっては「ムカつく顔つきをしている」「自分の前を歩いた」などの理不尽な理由から暴力を振るうこともあり、行動の予測・制御は不可能に近い。衣食住を得るのではなく奪うことを良しとしており、自らの行動で他者が傷ついても一顧だにしない。また、短期間で無数の犯罪行為に手を染めながら「俺たちが何か悪いことしたか」と発言するなど、自らの悪事に自覚すらない様子を見せている。
外見
金髪にN-3Bフライトジャケットの大男。常人より頭一つ分以上高い身長と、筋骨隆々とした肉体を持つ。異様に尖った歯と、思考が読めない不気味な瞳をした怪物染みた顔つきが特徴。刑務所から出所して間もなく髪を染め直しており、独自のこだわりがうかがえる。愛用しているフライトジャケットに強い執着を示し、着用の際は必ずフードをかぶり、夏場でも脱ぐことはない。
人物
類を見ない凶暴性と圧倒的な腕力を併せ持ち、本人も「タイマンなら自分が最強」と豪語する。
『ウシジマくん』以上に卓越した身体能力を誇り、フルアクセルで突っ込んできた車両にしがみついたり、鉄の棒を素手で引きちぎることも可能。戦闘の際は腕力で敵を圧倒することが多いが、思慮深く立ち回って相手を翻弄することもあり、頭の回転が速い。意外にも博識な一面を持ち、一般常識から雑学まで幅広い分野に精通している。また、優れた洞察力を有し、嘘や建前を即座に見抜いてしまう。その残忍さと強烈な自意識から、誰の下にもつくことはない。食事は主に肉を食べるなど偏食気味で、肉や血にも栄養があって捨てる所は無いと独特の死生観を持つ。
複数の女性を足腰が立たなくなるまで犯すなど、常人離れした精力を持つ。なお、女であれば見境ないというわけではなく、中年や醜悪な精神の女性には興味を示さない。基本的に敵対者には容赦せず、過剰なまでの暴力を加える。特に、危害を加えられた相手には強い殺意を示し、どこまでも追跡して排除しようとする。職に就く気は毛頭なく、金や道具は基本的にカツアゲなどで調達するが、チンピラやヤクザをはじめとする「強者側」から力付くで奪い取り、一般人や女性などの弱者に手を出すことはない。例として毘婆編における有麻の場合は、出会った時にヤクザの運転手をしていたことから同業者と勘違いされとばっちりを受けている。自身に協力的な者でも気に入らなければ制裁を加え、躊躇なく弾除けとして利用する。ただし、十分な働きを見せた者は認める程度の度量を持ち、嘘や裏切りをしない限り自身も決して裏切らず、時には救出に向かう。とりわけ「イベサー編」の山下に対しては、復讐への決意と覚悟を認め「頑張り屋さん」と称しており、彼を食事や遊びに誘って多少のわがままも大目に見るなどし、別れの際は名残惜しそうな様子を見せた。
経歴
刑務所内では虫本組の田瓶に因縁をつけて耳を引きちぎり、取り巻きの囚人もろとも叩きのめしていた。出所直後、田瓶を暴行した報復として虫本組に拉致されそうになるが、その場で全員を撃退する。その際、偶然居合わせた有麻を雑用係に任命し、行動をともにするようになる。自身に傷を負わせ刑務所送りにしたヤクザの毘婆を憎んでおり、執念深く付け狙う。毘婆の情報操作により捜索は難航するが「思索の際に足裏で地面を叩く」という彼の癖を監視カメラ越しに指摘する。これをきっかけに捜索は大きく進展し、毘婆の所在を突き止めるに至った。無数の刺客と罠を乗り越えて毘婆と対峙し、決着がつかないまま痛み分けとなる。翌日、虫本組との対話に向かう最中の毘婆を襲撃し、再戦。死闘の果てに、かつて自身が受けた仕打ちへの意趣返しとしてドロップキックを放ち、とどめを刺した。その後、田舎へ逃れていた有麻の居場所を特定し、再会したところで毘婆編は終了となる。
イベサー編では、所属していたサークルの幹部に恋人を輪姦された大学生・山下から復讐を依頼される。もっとも、幹部たちの高慢な態度が気に障ったのか、山下の依頼抜きでも「どのみち俺がぶっ殺す」としている。とりわけ木村に対しては顔写真を見た時点で「ムカつく顔した野郎」と嫌悪し、獲物を横取りされて以降は最優先のターゲットとして追跡している。手始めに藤原を襲撃し、その後も岡田・吉沢・金子の順で手を下していくが、とどめは全て木村に横取りされている。サマーフェスティバル当日、休館中の図書館で待ち伏せていた幹部たちと交戦する。竜崎に死角から銃撃されるが、事前に木村からプランを聞いていた山下の活躍もあり、これを退ける。図書館から場所を変えた佐々木との一騎打ちは、一進一退の攻防を経て勝利。残るターゲットが木村のみとなったところで山下に裏切られ、木村自作による爆弾を用いたトラップに吹き飛ばされる。しかし、山下の裏切りは偽装であり、彼の機転によってあらかじめ危険を察知できた肉蝮は事なきを得た。爆発で折れた大時計の短針と長針を携え、木村の前に姿を現す。散弾銃で銃撃されるが、大時計の針やマイムくんを盾にして距離を詰めていく。狙撃に最適な狭路へ逃げ込まれるが、ガラス張りの側面を破壊して奇襲することで木村に勝利。命乞いする彼の口を大時計の針で塞ぎ、頭を貫いて殺害した。その後、山下から残りの報酬である50万円を受け取り、遊びに誘うも「自分と会うのはこれっきりにしてほしい」と告げられる。一度は憤慨したが最終的に「俺の機嫌を損ねるな。ずっとお前を見張っている」と言い残し、立ち去るところでイベサー編は終了となる。

### 毘婆編

#### 相棒【毘婆編】
有麻 洋（ありま ひろし）
本エピソードの語り部。平凡な大学生。
片思いの女性に告白するも振られてしまい、その腹いせに風俗で本番を懇願していたところをヤクザの伐田に見咎められ手下となる。伐田たちが肉蝮に叩きのめされて以降は、彼の雑用係となった。基本的に小心者で、周囲に流されやすい人物。たとえ自身に危害を加えた者でも、苦しんでいれば救おうとする甘さと優しさの持ち主。
表向きは従順な態度を見せながら、どうにか肉蝮から逃れようと立ち回る。肉蝮とともに蓮田の行方を追いつつ、伐田と連絡を取り合って情報共有する。捜索の途中で肉蝮を警察へ突き出すチャンスに恵まれるが、山嵐組に拉致されたため失敗する。山嵐組から肉蝮の監視を命じられ、以降は毘婆とも通じるようになるなど、立場を二転三転させながら行動していく。肉蝮と毘婆の決着を見届け、犯罪の証拠を写真に収める。肉蝮を再び刑務所送りにすべく、証拠を携え警察へ足を運んだ。しかし、肉蝮と似た服装の男性を本物と勘違いし、恐怖に支配され交番を目の前にして挫折。その際に受けた多大なストレスから頭髪が白くなっていた。都会から田舎へ逃れ、アルバイトをしながら生活していたが、居場所を肉蝮に特定される。アルバイトから帰宅すると肉蝮が待ち構えており、蛇に睨まれた蛙のごとく固まってしまい、絶望と諦念の涙を流した。その後の動向は不明だったが、第一期最終話にて道路工事の作業員として働いていた。

#### 山嵐組
毘婆（びば）
本エピソードのキーパーソン。山嵐組の若頭。顔に一筋の切り傷があり、左目は宗教編に登場する伊太地との抗争で失い義眼となった。肉は胃が受け付けないという理由で菜食主義者。駆け出しのころ、選り好みを嫌う組長から無理やり肉を食べさせられてはトイレで吐くという苦労話を持つ。
蓮田を襲っていた肉蝮の前に現れ、彼にドロップキックを浴びせ撃退した。これにより、肉蝮から復讐の対象として執拗な追撃を受けることになる。どの組も資金繰りに喘ぐなか、株の売買で莫大な利益を上げる経済ヤクザ。そのうえ喧嘩が強く、腕の立つ半グレの襲撃も容易に一蹴できる。
人心掌握に長け、「人を思い通りにコントロールするのは本当に楽しい」と語る。平時は理知的に振るまうが、率先して荒事を楽しもうとする一面もある。有麻と蓮田に指示を出し、情報操作によって肉蝮の行動をコントロールした。肉蝮の殺意を利用し、組にとって不利益な人間を排除していく。さらに、伐田を扇動し組同士の抗争へ発展させ、騒ぎに便乗して虫本組の壊滅を画策。計画の本質は、重役が集まる会合へ肉蝮を誘導して暴れさ、出世の邪魔となる人間を一網打尽にすることにある。
自身の「思索の際に足裏で地面を叩く癖」を肉蝮に指摘され、監視カメラ越しに正体を明かす。アジトであるビルにて伐田率いる半グレ集団を蹴散らし、報復に訪れた肉蝮と対峙。優れた格闘センスと判断力で渡り合うが、仕留めるには至らなかった。翌日、虫本組との対話に向かう道中で、再び肉蝮から襲撃を受ける。右腕脱臼などの手傷を負わせ、ナイフで頭部を貫いたかに思われたが、すんでのところで致命傷を免れた肉蝮の噛みつきにより頸部へダメージを負わされる。劣勢となってもなお立ち向かうが、最後は肉蝮の強烈なドロップキックで屋外へ蹴り飛ばされ、落ちた先にあった鉄パイプに胴体を貫かれて死亡。死体は肉蝮によってトラックにて山中まで運ばれ、全身の皮膚をナイフで剥ぎ取り両手の指を全て切断された状態で遺棄された。この描写により、『ウシジマくん』本編35巻にて獏木の後輩である鴨川が語った「いざこざで殺したヤクザ者を刺青から身元がバレないよう全身の皮膚を剥がして山に捨てた」という噂が事実であること、およびそのヤクザが毘婆であることが明らかになった。
大阪編では、伊太地の回想にて部下と共に登場。平を軽くあしらい、伊太地と互角に渡り合う。
羽塚（はつか）
山嵐組の構成員。茂味・土部とともに毘婆に付き従う。
毘婆と行動をともにし、彼の抜け目なさや有能さを目の当たりにしていく。毘婆が肉蝮に襲撃された際は、身を挺して彼を守った。
茂味（もみ）
山嵐組の構成員。羽塚・土部とともに毘婆に付き従う。毘婆を高く評価し、山嵐組でもっとも危険な男だと認識している。
毘婆が肉蝮に襲撃された際は、肩に銃弾を受け負傷する。その後、逃亡した肉蝮の捜索と捕縛を富狩兄弟に依頼した。翌日、毘婆に随伴して虫本組との対話へ向かう道中で肉蝮の襲撃を受け、車中で気絶する。
土部（どぶ）
山嵐組の構成員。スキンヘッドの大男。羽塚・茂味とともに毘婆に付き従う。
毘婆を襲撃に来た肉蝮に単身挑み、時間を稼ぐ。しかし、並外れた膂力に敵わず両腕をへし折られ、壁に投げ飛ばされて敗北した。

#### 虫本組
伐田（ばった）
虫本組の構成員。風俗で本番を懇願していた有麻を脅迫し、自身の手下にした。
刑務所内での田瓶に対する暴行の報復として肉蝮に接触・拉致を試みるが、まるで歯が立たず叩きのめされる。以降は有麻と連絡を取り合いながら、肉蝮の動向を探っていく。肉蝮に遅れを取ったことを毘婆から嘲笑されて以降は、彼も始末するターゲットとして認識するようになる。秋津の命令を振り切って独断で行動するなど、ヤクザとしての面子を何より重視している。
毘婆のアジトであるビルに肉蝮が現れることを予期し、半グレ集団を率いて先回りする。そこで山嵐組との抗争に発展し、混戦のなか姿を現した毘婆と対峙。頼りにしていた腕利きの半グレである弦と吾朗を倒され、自身も敵わず敗北する。遅れて現れた肉蝮に殺されかけるが、有麻が彼の注意を引きつけたため救われる。彼に切り札である銃を託し、自分の代わりに肉蝮を始末するよう命じた。その後、独断で山嵐組との抗争を引き起こした責任を追及され、秋津から制裁を受ける。その後の動向は不明。第一期最終話では仲間を引き連れ、再び肉蝮を襲撃するが、返り討ちに合い、肉蝮が伐田に止めを刺そうとする所で物語は終了する。
蝶野（ちょうの）
虫本組の兄貴分。刑務所内で田瓶を暴行した報復として、部下を引き連れ肉蝮に接触する。しかし、両目をえぐり出されて敗北し、部下もろとも叩きのめされた。
田瓶（たがめ）
虫本組の兄貴分。刑務所内で肉蝮に因縁をつけられ、取り巻きの囚人もろとも叩きのめされる。耳を引きちぎられるなどの重傷で、長期の入院生活を余儀なくされた。
秋津（あきつ）
虫本組の舎弟頭。独断で山嵐組との抗争を引き起こした伐田を制裁する。

#### その他【毘婆編】
蓮田 ゆめ（はすだ ゆめ）
キャバクラ嬢。かつて肉蝮に襲われたが、駆けつけた毘婆に救われ難を逃れる。
毘婆の指示を受けながら肉蝮を釣るための餌として行動する。肉蝮とは最後まで再会していない。もともと肉蝮は毘婆の居処を吐かせる目的で探していたため、直接的な被害を受けなかった。
弦（げん）
腕利きの半グレ。吾朗の兄。釣りを趣味としており、釣り針で人体を引き裂き拷問する残忍な男。吾朗とともに伐田の右腕として行動する。
肉蝮に先んじて毘婆のいるビルへ向かい、山嵐組と交戦。無数の敵を始末するが、突然姿を現した毘婆に吾朗を倒される。怯まず毘婆に挑むが、全ての攻撃を見切られ敗北した。
宗教編では、伊太地の部下として吾朗と共に再登場。肉蝮に奇襲を仕掛けるが、失敗して逃走する。教祖の生誕祭では本部ビルにて吾朗と共に絵奈とランの前に現れる。吾朗との連携技でランを倒すが、それが演技だと気付かずに蹴りを喰らって敗北した。第一期最終話では、吾郎と共にどこかの船上で釣りをしている姿が描かれた。
吾朗（ごろう）
腕利きの半グレ。弦の弟。兄同様に釣りを趣味としており、釣り針で人間を拷問する残忍な人物。弦とともに伐田の右腕として行動する。
毘婆のいるビルを訪れ、山嵐組と交戦。多勢を相手に奮戦するが、毘婆には敵わず一撃で倒された。
宗教編では、伊太地の部下として弦と共に登場する。肉蝮に奇襲を仕掛けるが、失敗して逃走する。教祖の生誕祭では弦と共に本部ビルにて絵奈とランの前に現れる。ランを倒した後に絵奈を連れ去ろうとするが、彼女の放った催涙スプレーに悶絶し、ランの蹴りを喰らって敗北した。第一期最終話では、弦と共にどこかの船上で釣りを行っていた。
富狩（とがり）
報酬次第で人探しから殺人まで請け負う便利屋の兄弟。眼鏡の男が兄で、大柄な男が弟。
茂味から肉蝮の捜索と捕縛を依頼され引き受ける。闇サイトを利用した情報収集でいち早く肉蝮の動向を掴むが、兄弟揃って彼に叩きのめされる。
葉益（はえき）
ゲームセンターで遊んでいた肉蝮と有麻の近くに偶然居合わせていたチンピラ。
格闘ゲームに負けた腹いせとして肉蝮に因縁をつける。太鼓のバチで喉を突かれてダウンし、角椅子の足で作った鋭利な金属棒により体中を刺されて半殺しにされた。

### イベサー編

#### 相棒【イベサー編】
山下 リョウ（やました リョウ）
本エピソードの語り部。立田大学のテニスサークルに所属する大学生。
所属していたサークルの幹部たちに恋人を輪姦される。本来は善良な性格の持ち主だが、最愛のミホを傷つけられ復讐の鬼と化した。
ただし、いかに幹部たちを憎もうと非情になりきれず、最後まで誰一人として手を下さなかった。際立った頭脳や身体能力は備わっていないが、ここ一番で物怖じしない根性を持つ。一例に、肉蝮が審判する理不尽なゲームで、不利な条件のなか吉沢に勝利している。肉蝮から常に威圧的な態度を取られるが、復讐への決意と覚悟は認められている。また、彼から食事や遊びといった個人的な誘いを受けるなど、目をかけられている。木村からも「簡単に死んだ竜崎たちより、よほど気骨がある」と評されている。
チンピラに絡まれた際、偶然通りかかった肉蝮の圧倒的な力を目にし、協力を要請する。報酬として100万円を要求され、前金の50万円を支払い正式契約に至った。肉蝮の暴力により、幹部たちを次々に襲撃し追い詰めていく。サマーフェスティバル当日は休館中の図書館で待ち伏せていた幹部たちと交戦。木村から事前に聞かされていたプランをもとに、死角から銃撃する竜崎の存在にいち早く気付く。銃で武装した竜崎に臆せず立ち向かい、何度叩きのめされても食い下がり時間を稼いだ。その後、木村から肉蝮を爆殺する計画を提案され協力するが、実は木村を欺くために従うふりをしていた。あらかじめ通話モードにした携帯電話を利用して肉蝮へ警告し、木村を出し抜くことに成功する。肉蝮が木村を殺害したことで、全ての復讐を果たしたと実感し安堵した。後日、自分と肉蝮との関係は伏せたうえで、警察に対し木村に関する虚偽の供述をする。警察署からの帰り道、残りの報酬である50万円を肉蝮に支払い、自分と会うのはこれで最後にしてほしいと持ちかける。「俺の機嫌を損ねるような真似はするな」と肉蝮に脅されるが、今回は見逃し立ち去っていく姿を見送った。第一期最終話では、ミホと共にクリスマスを満喫していた。

#### 幹部
木村（きむら）
本エピソードのキーパーソン。テニスサークルの広報担当であり、学内一のカリスマ。ミホの輪姦事件に関わった学生の1人。
眉目秀麗、学業優秀、スポーツ万能の三拍子そろった完璧超人。しかし、その裏で密かに「完全犯罪による幹部殺害」を画策していた冷酷非情なサイコキラー。当初は苦労知らずの傲慢な幹部たちに絶望を与えるべくまったく別のシナリオを用意したが、山下・肉蝮の介入を「スケープゴート」として利用し、結果的に幹部７人の殺害を成就する。
サマーフェスティバル当日は自ら囮となり、肉蝮を仕留めるためのプランを進める。ただし、提案したプランは表面的なもので、本質は竜崎を陥れることにあった。もくろみは成功し、山下・肉蝮・玄葉との連戦で消耗していた竜崎を背後から射殺。その後も佐々木・清水を立て続けに始末し、サークル幹部全員の殺害計画を完遂させた。大学構内へ戻り、山下に自作の爆弾で肉蝮を始末する計画を提案する。彼に連絡させて爆弾を設置した部屋へ肉蝮を呼び出し、ドアの開閉と同時に起爆した。直後、自身の企みを見抜いていた山下にスタンガンを向けられるが、泰然自若に難なく制圧する。山下をスタンガンで痛めつけ射殺しようとするが、携帯電話からの会話で爆殺計画を察知して事なきを得た肉蝮に襲撃される。散弾銃にて肉蝮の射殺を試みるが、距離が離れすぎており、物や人間を盾にされるなどして苦戦する。狙撃に絶好の環境である狭路へ逃げ込むが、ガラス張りの側面から奇襲され頭部に甚大なダメージを被る。さらに大時計の針で執拗に頭を殴られ瀕死となった。追い詰められてなおサイコキラーとしての本質は揺らがず「まだ殺し足りない。大勢の人間が俺に殺されるのを待っている」と命乞いする。肉蝮から口数の多さを百舌に例えられ「百舌の早贄の刑」として口から押し込んだ大時計の針に頭を貫かれ死亡した。
その後、警察の家宅捜査によって殺人の証拠物件が押収され過去の犯行も含め明るみとなる。加えて作中に登場した木村は、「過去に失踪した木村という男の戸籍を使って生きていた出自不明の人物」であることが判明した。彼の死体は肉蝮が回収・処理したため身元の特定はされず、最後まで正体は明かされなかった。
竜崎（りゅうざき）
テニスサークルの部長。半グレ組織「史威砲主（シーホース）」のリーダー。ミホの輪姦事件に関わった学生の1人。
ヤクザの息子。サングラスを着用した大男。幹部らを筆頭にエゴの塊のような部員たちをまとめ上げている。日常的に恐喝や詐欺を繰り返し、部長の座も当時の部長を自身がリンチすることで強引に奪い取った。サークル幹部の佐々木とは10年来の付き合いであり、彼のことを懐刀として重用している。
弱肉強食を至上とする価値観から暴力を生きる術と捉え、「人生を思い通りに生きる権利と実力が俺にはある」と自負している。ただし、肉蝮に対しては正攻法ではなく銃による狙撃を選んだため、山下から「自分より弱い人間に暴力を振るうしか能のない臆病者」と吐き捨てられた。容赦なく弱者を踏みにじる尊大な自意識の持ち主。一方で、困難な状況から何度も攻勢に転じる機転と精神力を併せ持ち、佐々木と同じく一筋縄ではいかない実力者である。
恋人である吉沢の拉致によって本格的に行動を開始。建物の屋上に山下と肉蝮を追い詰めるが、逃走を許し用心棒である金子も失ってしまう。この失態から、史威砲主幹部の一人である玄葉を筆頭とした一部の半グレたちから造反される。リーダーの座を賭けた玄葉との一騎打ちには難なく勝利。自身の力を誇示し、リーダーとしての威厳を取り戻した。しかし、配下の四天王を肉蝮に潰され史威砲主が瓦解し、大幅に戦力を削がれてしまう。
早い段階から木村の裏切りを察知し、やがて容赦なく始末しようとするが、肉蝮を仕留めるプランを聞かされ一時的に踏みとどまる。
木村に提案されたプランに基づき、サマーフェスティバル当日に休館中の図書館で肉蝮を待ち伏せする。用意した散弾銃で肉蝮の射殺を試みたが、山下に妨害され好機を逃す。山下を叩きのめし再度肉蝮に照準を合わせるも、死角からポリッシャーで殴られ敗北。肉蝮が去ったところで隙をついて山下を制圧し、再戦のため現れた玄葉も叩き伏せるが、背後から木村の放った散弾銃に撃ち抜かれ死亡した。その後、佐々木を動揺させる道具として木村に利用される。死体は佐々木・清水とともに炎の中に放置された。
藤原（ふじわら）
テニスサークルの副部長。ミホの輪姦事件に関わった学生の1人。
御曹司であり、自意識過剰。周囲の人間は自分の引き立て役になるべきだと考え、意にそぐわいない発言をする者は徹底的に叩く。中学時代からの親友として木村を信頼し、彼からも「フジ」と呼ばれるなど親密な描写がなされている。テニスのダブルス戦では木村とともに抜群のコンビネーションを発揮し、佐々木・金子ペアに勝利した。かつて木村と共謀して邪魔な教師を辞職に追い込んだことがあり、そのときから二人の間に唯一無二の信頼関係が生まれたとしている。だが実際は、木村にとって藤原など取るに足らない存在であり、フルネームすら覚えられていない。
山下・肉蝮の襲撃により負傷し、車で逃走を図った。その直後、偶然出くわした木村へ助けを求めるも、己が信じた友情はかりそめだったという事実を突きつけられる。意識がもうろうとするなかガラス片で頸動脈を切られ、混乱と絶望のなかで息絶えた。
岡田（おかだ）
スポーツ万能のファッションリーダー。ミホの輪姦事件に関わった学生の1人。
有名デザイナーの父親とスーパーモデルの母親を持ち、自身も優れたファッションセンスを誇る。自分のセンスにそぐわない者は全員死んでも構わないと語るほど傲慢な性格。また甘言で女性を騙し、断れない状況に追い込んだうえでAV業界に売り飛ばすなど、非道な手段を用いて荒稼ぎしている。
人脈を生かしたファッションショーを開催し、ステージ上で客席から歓声を受け恍惚の表情を浮かべていたところを肉蝮に襲撃される。火だるまの状態で吊し上げられ瀕死の重傷を負った。騒ぎに気付いた警備員が駆け付けるが、「火傷は専門学生による特殊メイク」だとした木村の虚言によりその場をやり過ごす。パニックとなった観客に対しては、木村が館内放送を使い「一連の騒ぎは岡田によるドッキリ」だと信じ込ませ騒ぎを鎮静化させた。その後、人気のない場所まで移動させた車内にて木村に絞殺された。
吉沢 夏美（よしざわ なつみ）
テニスサークルの会計係兼マネージャー。竜崎の恋人。フルネームが判明している唯一のメンバー。
女子部員のまとめ役であり、後輩たちと共に美人局をして金を稼いでいる。「財力・権力・性的魅力に欠ける者は、自分と釣り合わない」という考えから、力のない人間を見下す高慢な性格。竜崎がいながらホストクラブで豪遊するなど、欲望に忠実な人物。
ミホが輪姦された際は、口封じとして彼女を丸め込もうとしている。肉蝮・山下の襲撃にあい拉致されると、一貫して自身の無実を主張した。金をちらつかせ肉蝮の懐柔に成功したかにみえたが、「投げた物を取り合うゲームを行い、負けた者はこの場で殺す」という肉蝮考案のゲームに強制参加を余儀なくされた。後ろ手に拘束されている山下を相手に、終始有利にゲームを進めるが、熱したパーマコテの温度にひるみ捕捉できず敗北。初めから金を払う気がなかったことを肉蝮に見透かされおり、私財の全てを奪って搾り殺すと脅迫を受ける。たまらず逃走を試みるがモップに足を取られ、建物の屋上から転落。だが積み上がったゴミ袋がクッションとなり、どうにか一命を取り留めた。その後、再び肉蝮のもとへ向かおうとした際に現れた木村によって、転落死に見せかける形で殺害される（殺害シーンの描写はない）。
金子（かねこ）
サークルの用心棒役。空手の高校総体で優勝経験がある。ミホの輪姦事件に関わった学生の1人。
腕っぷしが強く、チンピラを一蹴するほどの実力者。輪姦事件を棚に上げて山下を「卑怯者」と罵るなど、極めて狭量かつ独善的な正義感の持ち主。その高圧的な態度が災いし、肉蝮から優先的に狙われる。
歩道橋の通路にて肉蝮と対峙。攻撃をかわしつつ正拳突きを肉蝮の腹部へ放つが、後方へ飛ばす程度で大したダメージを与えられなかった。再度正拳突きを見舞うが、正面からぶつかった肉蝮の拳の力に及ばず、手の骨が破壊されてしまう。狼狽していたところへ側頭部に蹴りを食らってダウンし、抵抗できぬまま股間を踏み潰され敗北。気を失っていたが、木村に声をかけられ意識を取り戻す。木村のねぎらいの言葉に安堵した直後、歩道橋から放り投げられトラックに轢かれて死亡した。
佐々木（ささき）
剣道有段者。ミホの輪姦事件に関わった学生の1人。
細身の色男。口数が少なく、クールでドライな性格。幼少のころ、借金で夜逃げした母親から置き去りにされ、行くあてもなかったところを竜崎に拾われる。以降の10年間は彼の懐刀として修羅場を切り抜けてきた。
早い段階から木村の裏切りを見透かしていたが、竜崎以外の幹部に対する仲間意識は皆無であり、あえて警告していない。木村からは「竜崎以上に隙を見せない一番面倒な相手」と認識されていた。
サークルの用心棒である金子を上回る実力者。とっさの判断力と危機回避能力に優れ、木刀で肉蝮と対等に戦える技量を持つ。また、肉蝮との戦闘中に介入した警察官を白昼堂々気絶させるなど、大胆で物怖じしない。肉蝮に仲間を身代わりにされた際は、助けるどころか平気で叩き伏せるなど基本的には酷薄な性格である。ただし竜崎に対しては、出会ったころから家族として扱われた恩義を感じ、深く信頼している。
サマーフェスティバル当日は日本刀を携えて肉蝮と再戦し、一進一退の攻防を繰り広げる。沖田総司さながらの三段突きで肉蝮の体勢を崩すが、身代わりとして脱ぎ捨てられたフライトジャケットに視界を奪われ仕留め損なう。背後から力任せに振り下ろされた階段の手すりを受け止めきれず、怯んだ隙に横なぎの一撃を叩き込まれ敗北した。その後、とどめを刺すべく現れた木村と対峙し、抵抗の意思を見せる。しかし、竜崎の死体を見て動揺した際に刀を落としてしまい、失意のなかで射殺された。死体は竜崎・清水とともに炎の中に放置された。
清水（しみず）
昨年度のミスコン優勝者。木村の恋人。肉蝮から直接被害を受けなかった唯一のメンバー。
政治家の父を持ち、他の幹部メンバーに劣らぬ利己的な人物。目立った悪事は行っていないが、嫉妬に起因する自身の発言がミホの輪姦事件の発端となった。高飛車で人を見下すことに喜びを感じ、常に他力本願な姿勢を崩さない。
サマーフェスティバル当日は、木村に伴って負傷した佐々木のもとを訪れる。そこで木村の本性を目の当たりにし、携帯電話で父親に連絡しようとするが手首を切断される。容姿・財力に優れる自分が殺害される事実を哀哭しながら、刀で心臓を貫かれ絶命。死体は竜崎・佐々木とともに炎の中に放置された。

#### 末端
小島（こじま）
サークル部員で本田の知人。
木村の浮気現場を目撃し、彼に接触する。証拠写真を用いて脅迫することで自身を厚遇するよう仕向けるが、逆に木村から拷問を受け彼の手駒となった。以降は木村の手足として行動するが、途中で竜崎に寝返るなど長いものに巻かれやすい性格をしている。
サマーフェスティバル当日は木村の指示に従って行動。劇場に放火して人払いを済ませたうえで、竜崎の死体を運び込んだ。その後、木村に裏切りを謝罪し忠誠を誓うも「二枚舌の仲間は必要ない」として日本刀で切り伏せられる。しかし重傷ながらも生還しており、玄葉・マイムくんとともに入院生活を送っている。
本田（ほんだ）
サークル部員で山下の友人。
堅実な人生設計を語る山下に「俺は一人の女に縛られるのは嫌だ」と返すなど、軽薄な性格の持ち主。小島から連絡を受けて山下をファッションショーに誘っており、本人の気付かないところで木村の計画に利用されている。
宗教編では、小学校の同級生である桑名からレア心教の勧誘を受け、セミナーへ参加。カイチの説法に涙を流すも、高額な本を購入拒否したことで信者たちからリンチを受ける。その後、肉蝮襲撃の混乱に乗じてセミナーを抜け出した。去り際に再びレア心教を罵倒したため、激昂したカイチに突き飛ばされ車に跳ねられた。第一期最終話では、玄葉のキャバクラで楽しんでいたが、あまりにも高額な領収書に目を丸くしていた。

#### 史威砲主
青島（あおしま）
半グレ組織「史威砲主」の幹部たる四天王の一人。クラブの支配人。肉蝮に叩きのめされる。
玄葉（げんば）
半グレ組織「史威砲主」の幹部たる四天王の一人。キャバクラの経営者。英語を交えた独特の口調で話す。
ダンスを応用した我流格闘術で喧嘩を行う。木村にそそのかされて竜崎に造反し、リーダーの座を賭けた一騎打ちの末に完敗を喫する。その後、肉蝮の襲撃で重傷を負い入院した。
サマーフェスティバル当日は再び木村にあおられ病院を脱走、手負いの竜崎を襲撃する。ナイフによる刺殺を試みたが刃先を右手で受け止められ、顔面から手すりに叩きつけられ敗北した。その後、小島・マイムくんとともに病院で入院生活を送っている。
宗教編では、彼のキャバクラが伊太地の馴染みの店であることが発覚する。教祖の生誕祭では伊太地の命令により本部ビルの一室を部下達と共に陣取り、キリンとキュウビの足止めをする。日本刀と体術を合わせた格闘術でキュウビの部下をあっさりと下した。後から追ってきた肉蝮に対し、前回の屈辱を晴らすため襲い掛かるが、肉蝮は交戦した記憶すらなくあっけなく叩きのめされる。第一期最終話にも登場し、依然としてキャバクラの経営を続けている。
赤峰（あかみね）
半グレ組織「史威砲主」の幹部たる四天王の一人。ホテヘルの責任者。ナイフで相手をいたぶることを得意とする。肉蝮にバイクで跳ね飛ばされた。
久白（くしろ）
半グレ組織「史威砲主」の幹部たる四天王の一人。肥満体型の残忍な男。オレオレ詐欺の主犯格。事務所のドアから現れるであろう肉蝮に備えていたが、背後の壁を車で突き破って襲撃され跳ね飛ばされる。
マイムくん
半グレ組織「史威砲主」の一人。名前の由来は、肉蝮と佐々木が戦闘中に彼を中心にして回ったことから。本名不明。
肉蝮から乾燥機に放り込まれる拷問を受け、史威砲主と幹部である四天王の情報を提供する。以降は肉蝮の強さに心酔し彼らと行動をともにした。うまく取り入ることで彼の舎弟になるべく画策している。山下に次ぐ二人目の雑用係となった。
サマーフェスティバル当日は肉蝮・山下とともに大学を訪れる。用意していたロープで木村による爆殺計画の回避に一役買う。肉蝮が木村と交戦した際に、弾除けとして利用され両肩を撃ち抜かれた。その後、玄葉・小島とともに病院で入院生活を送っている。

#### その他【イベサー編】
小川 ミホ（おがわ ミホ）
本エピソードのヒロイン。山下の恋人。サークル幹部たちに輪姦され、心身ともに大きなダメージを被る。
暴行されて以降は自宅で塞ぎ込み、山下との関係も険悪なものとなった。ただし、傷心ながらも「暴力に屈して生きていくのは嫌」だと語り、大学に通い続けるなど芯の強い一面を持つ。木村と清水の計らいで山下と再会し和解を果たす。山下の復讐に気付いていないが、危険なことに関与していると察知し不安を口にする。最後まで肉蝮との接点はなかった。
のぞみ
女子大生。岡田の人脈を利用して芸能界との繋がりを得ようとするも、彼に騙されAV業界に売られてしまう。
岡田の主催するファッションショーにモデルとして出演する。肉蝮によって岡田が火あぶりにされた際は、他の被害者たちとともに冷めた眼差しを向けていた。サマーフェスティバル当日は劇場に居合わせ、肉蝮と佐々木の一騎打ちを目撃する。肉蝮が姿を現すたびに大きな事件が起きる事実に困惑し、戦慄する様子を見せた。
松井（まつい）
吉沢のボディガードを務める大柄な男。美人局で騙した男を脅迫する役割を担っている。
吉沢を狙ってホストクラブに現れた肉蝮と交戦する。肉蝮にムダ肉が着いただけの見掛け倒しと一蹴され、片手で頭を掴んで持ち上げられ、そのままシャンパンタワーに放り投げられる。割れたボトルを何度も叩きつけられ半殺しにされた。

### 刑事編

#### 相棒【刑事編】
漆原 祐輔（うるしばら ゆうすけ）
本エピソードの語り部。上野町警察署のベテラン刑事。階級は巡査部長。
かつて最愛の娘を殺人事件で亡くし、それから独自に真犯人を追っている。逮捕術はからっきしだが、饒舌家で口先が巧い。
普段は飄々としたお調子者を装っているが、実際はかなりの切れ者。上述の目的を果たすために日々、真実を追い続けている。また、娘の殺人事件の真相解明を打ち切った警察には期待しておらず、自身の力だけで事件を解明しようとしている。また、肉蝮相手でも堂々とした態度で意見するなど、その覚悟と度胸は本物。　　
久絵の隠れ家を捜索している時に児童買春の顧客名簿を手に入れ、そこから真犯人の手掛かりを掴もうとするも、久絵の隠れ家に押入ろうとしていたチンピラ達と鉢合わせしてしまい、暴行を受けた末に拉致されそうになるも、そこに乱入してきた肉蝮を見たことで、味方に付けることを思い付く。
肉蝮を味方にした後はシュガーキティのVIP会員達を襲撃し事件の真犯人について問い詰めるが有益な情報は入らず、そんな半ばで阿武達と出会う。顧客名簿と強請した金を渡すなら死化粧師（エンメイ）の捜査を手伝って良いと言われ阿武達と手を組む。阿武の紹介で三河島という医者の所へ向かい病院内で中国人の2人組に襲われるが肉蝮に助けられ、三河島の情報を元に梟堂の張り込みを開始するが梟堂の前に突然元妻久美子が現れ、宮田に潜入を試みるが失敗し、店を出た梟堂を追うが見失ってしまう。そんな最中梟堂から元妻と顧客名簿のどちらかを選ぶか迫られ、やむを得ず顧客名簿を梟堂に譲ってしまう。
殺害された課長の家の前で失意し、副課長陶坂の裏の顔を知り、手を組んだ阿武も陶坂と手を組んでいた事が発覚し為す術が無くなったことで陶坂に俺に服従しろと言われ、1日だけ考える期間を与えられる。その後は阿武の手下の監視をくぐり抜け瀬川蛍の張り込みを行う。梟堂から救い出した蛍を連れ出すも阿武の手下に見つかり殺されそうになるも肉蝮に助けられ、阿武を連れ上野公園の西郷隆盛像の前にいる陶坂の元へ行く。しかし、陶坂の持っていた銃で肩撃たれてしまうも必死で抵抗するも叶わず撃ち殺されそうになるが肉蝮とハンザキが現れ、2人を撃ち殺そうとする陶坂を止めるも腹部に2発銃弾を打ち込まれてしまう。その直後に梟堂に大動脈を切られそうになるも梟堂が肉蝮に絞殺されたことで九死に一生を得る。
事件解決後では宮田と梟堂の関係性について問い詰め、全てを話した宮田に対し「咲はお前の責任ではない、お前の人生まで台無しにするな」と言い残し宮田の後を去る。娘の墓前に訪れた際に元妻と再会し、娘の死後1度も涙を見せなかった涙を見せる。その後上野から去る肉蝮と会話を交わし別れを告げた。第一期最終話にも登場し、探偵事務所を開いている模様。

#### 上野町警察署
宮田 七生（みやた なお）
漆原とコンビを組んでいる新米の女刑事。
階級は巡査長。真面目で融通の利かない堅物。合気道を得意としており、大柄な男ですら一蹴するほど腕が立つ（漆原曰く「武闘派」）。
漆原と共に梟堂の張り込みをし漆原から梟堂と久美子の様子を見に来いと言われファミレスに入り様子をうかがう。途中通信機の調子が狂い梟堂と久美子が店から出ると聞き慌てて店を出て、駐車場で久美子を発見保護する。
瀬川蛍の張り込みをする漆原を密かに調査していた阿武の手下から殺されそうになるも何とか助け出し瀬川蛍を漆原の知り合いのバーのママの所まで保護する。
事件後梟堂との関係性が明らとなり、道場で怪我をし部活が出来なくなりクラスメイトからバイトを紹介されたがしかしそこはデートクラブであり、無理やりホテルに連れ込まれそうになるも漆原の娘咲に助けられる。しかしその直後に咲が梟堂に連れ去られるのを目撃し、110番通報をしたが翌日咲が殺されるニュースを目の当たりにする。しかも犯人は全くの別人であり警察が不正を行ったのではないかと疑念を抱き自身で捕まえるために刑事となる。事件後は漆原から「咲はお前の責任では無い」と言葉をかけられ号泣し漆原が去るのを見守る。
課長（かちょう）
上野町警察署の刑事課長を務める。
漆原が7人連続少女殺人事件を掘り起こすのを止めている、顧客名簿を漆原から預かり守っていたが背後から梟堂に絞殺される。
陶坂（とうさか）
上野町警察署の副署長を務める。
梟堂樹とは子供の頃からの古い仲でいつも手助けをしており、阿武とも手を組んでいる他にも不祥事で警察を追われた3人の部下を持ち、強盗や脅迫、殺しなどの依頼を行っている。
漆原の元妻久美子の資料を梟堂に渡し取引の道具として利用し漆原を手下にしようとするが失敗する。
顧客名簿を手に入れ部下の瀬戸に個人情報収集を任せる、西郷隆盛像の前で梟堂を待っていたが漆原と阿武が現れ阿武に対して「酷い有様だな阿武 肉蝮にかまされたか」と同時に笑みを浮かべ、阿部の怒りを買い殺されそうになるも手持ちの銃で射殺する。直後に漆原を殺そうとするもハンザキと肉蝮が現れ、場を見られ2人を殺そうとすると漆原に止められ失敗し、それでも力勝ちし腹部に2発の銃弾を打ち込むが、ハンザキがなげた斧で肩を負傷し肉蝮からゴミ箱を投げつけられ、残りの銃弾で撃ち殺そうとするが全て外れ2人から同時に殴られ落下するも運悪く西郷隆盛像に背中を強く打ち付け死亡する。

#### 半グレ
阿武（あぶ）
上野町界隈を縄張りにしている半グレの頭。
辛い物が好きで鍋の中が真っ赤に染るまでタバスコを入れ食べている。
計良達に久絵の隠しアジトから顧客名簿を盗んでくるよう命令したが漆原に先越されてしまう。計良達に漆原を捜索させ見つけ出し墓場まで呼び寄せ、漆原に強請した金と顧客名簿を譲るなら死化粧師（エンメイ）の捜索を手伝うと言い漆原と手を組む。漆原達に三河島と言う医者を紹介する 過去に三河島が経営困難に陥った時手を貸していたこともあった。漆原達が顧客名簿を陶坂達に奪われることを知り肉蝮を車で轢き海へ沈める。実は陶坂達と手を組んでいるがあまり信頼性はない  顧客名簿のコピーが必要ならばお前が漆原を見張ってろと陶坂から命令を受け部下たちに見張りをさせる。しかし漆原から逃げられ見張りをさせていた計良の手にボールペンを突き刺し「次漆原を見つけられなかったら片方の目は俺が潰す」などと脅しをかけ、女と遊んでいる最中に部下からの電話で肉蝮が生きていることを知る。その後は肉蝮の元へ向かい車で再び轢き殺そうとするがマンホールのフタを投げられフロントガラスを突き破り運転座席に飛んできて車はガードレールに衝突し、車から出てきて目の前に現れた肉蝮を手持ちのボールペンで突き刺そうとするが頭を殴られ頭蓋骨を砕かれる。漆原から陶坂と梟堂を捕まえるために手を貸せと言われ、落ちているナイフを拾い漆原と陶坂の元へ向かう。陶坂のいる西郷隆盛像の前につき陶坂を殺そうとナイフを持って襲いかかるが陶坂が隠し持っていた銃で胸を撃たれ死亡する。
ハンザキ
阿武の手下。
普段は清掃業者として働いており綺麗好きな性格。阿武や計良達のことを家族と思っており手を出すと怒り襲いかかって半殺しにする。阿武から認められており「ハンちゃん」と呼ばれ特別扱いされている。肉蝮と匹敵する力を持っており墓石を片手で持ち上げ投げるなどと相当な怪力を発揮する。漆原達と手を組む事となり陶坂の手下に手こずっている肉蝮を助ける。しかし阿武の連絡で急遽肉蝮に襲いかかり、斧を持ち阿武達の元へ向かいボロボロになった阿武たちを見て怒り肉蝮に襲いかかる。漆原に連れていかれる阿武を見て追いかけるも肉蝮から「逃げんのかてめえ」と車のドアを投げられるも避け、西郷隆盛像の前に着いたが阿武の死体を発見し阿武を殺したのが陶坂と悟り斧を投げ陶坂の肩に直撃する。肉蝮と同時に陶坂を殴り殺害する。斧を手に取り再び肉蝮に襲いかかり、肉蝮に攻撃を何度も与え神社から叩き落とそうとするが持っていたロープで手を巻かれて策を突き破り頭を掴まれてしまう。「3億稼ぐ邪魔はするなと言ったはずだ 俺の言葉が理解できない脳みそは地べたで潰れとけ」と言い放たれ地面に頭を強く打ち付けられ敗北する。第一期最終話では格闘家に転身している。
計良（けら）
阿武の手下。
九絵の隠しアジトから顧客名簿を盗みに行こうとするが漆原に先越されてしまう、漆原に暴行を加え拉致しようとするが肉蝮が現れ、排除しようとするが逆に片目を潰される重症を負わされる。
肉蝮達が集めた金を盗み、漆原を監視するが逃げられてしまう。その後は阿部から制裁を受け「漆原を見つけられなかったら片方の目は俺が潰す」など脅しをかけられ必死に漆原を探す。
漆原が乗っている車に自分たちの乗っていた車を衝突させ漆原を引きずり下ろし殺そうとするが     肉蝮が現れ、死んだ筈の肉蝮がいることに動揺するも、肉蝮がいない隙に漆原を殺そうとするが突如現れた宮田に背負い投げられまたしても失敗する。

#### その他【刑事編】
九絵 春彦（くえ はるひこ）
風俗店「シュガーキティ」の経営者。享年29。
女子中高生らの売春行為を行っていたものの、謎の首吊り死体となって発見される。少女達からは「くっちー」と呼ばれ慕われている。阿武から脅され高額な請求をされ金をむしり取られるなどされ、取り立ての厳しさに耐えられず、瀬川蛍と共に海外逃亡を企て「みんなと一緒に海外旅行に行こう」と言い蛍を誘い込み「一緒この国を出よう」と説得するが、背後から梟堂に絞殺される。
梟堂樹（きょうどういつき）
本エピソードのキーパーソン。漆原の娘を殺した殺人鬼。女子高生に対して異常な執着があり、家出少女や下校中の少女を家に誘い込み絞殺している。元看護師であり、殺害後は死体にエンゼルメイクを施し現在の勤務場所である火葬場で焼却し処理している。陶坂とは古い仲であり、自分が起こした事件の多くを陶坂の協力の元でもみ消していた。漆原と肉蝮を張り込み、顧客名簿は漆原が持っている事を悟る。陶坂から受け取った元妻「久美子」の情報を手に入れ誘い出し漆原の取り引きの道具として利用する。瀬川蛍とはシュガーキティで知り合っており、相談相手でもある九絵の代役でもあり「フクロウさん」という名前で少女達から呼ばれている。九絵が海外逃亡を計画している事を知り、九絵のいるホテルに忍び込み、背後から絞殺する。蛍を手にかけようとメールを数十件送ったり蛍の家の前に車を停め見張るなどストーカー行為など、蛍の恐怖を煽るように毎日繰り返している。1人で夜道を歩いている蛍を手にかけようとするが張り込みを行っていた漆原に阻止され漆原の車を追う。再び漆原の前に現れるが陶坂の急用にて去ってゆく。阿武の事務所から資金を集め陶坂の元へ向かったが既に陶坂は死亡しており、陶坂の死体に「つまらない死に方をしたな」と言い捨てて銃で撃たれ気を失った漆原の大動脈をナイフで切ろうとする。しかし金を奪い返しにきた肉蝮の持っていたロープで首をへし折られ死亡、死体は西郷隆盛像を囲む柵に巻き付けられた。
瀬川蛍（せがわほたる）
九絵春彦に拉致監禁された女子高生。デートクラブではかつて腕のいいスカウトで九絵から好評されていた。梟堂樹とは相談相手の仲で、九絵が不在の時は頼っていたという。九絵が海外旅行に行こうと誘われ九絵のいるホテルに着くが九絵が女子高生を拉致監禁しているというニュースを目の当たりにし動揺する。九絵から一緒にこの国を出ようと説得されるが、そこに梟堂が現れ九絵を絞殺される所を目撃しホテルを抜け出した。その日以来、梟堂からストーカー行為を繰り返される。塾の帰り道、梟堂に捕まりそうになるも漆原に助けられる。しかし道中、阿武の手下に車をぶつけられショックで気を失う。その後漆原の馴染みの店に保護される。
三河島（みかわしま）
三河島診療所の院長
過去に都内の病院に勤務しており梟堂と知り合う。梟堂が病院を辞めた後少女と街中を歩いているのを目撃する。しかし翌朝のニュースでその少女が3人目の被害者となる。診断所を開いた頃は経営困難に陥り阿武から高収入な仕事を紹介され助けられたこともあった。海から這い上がりボロボロになった肉蝮を治療し匿う。
李（リー）
陶坂の差し金。
三河島診療所を襲撃し漆原を拉致ろうとするが、肉蝮が乱入しコート掛けで打ちのめされる。再び肉蝮に挑もうとするが返り討ちに合う。
王（ワン）
陶坂の差し金。
三河島診療所を襲撃するが、肉蝮に折られたコート掛けで肩を刺される。再び肉蝮に挑むが自身の持っていたバットを奪われ打ちのめされる。
伊賀（いが）
陶坂の部下。
元警察官だったが、不祥事を起こし署を追われ陶坂に拾われる。陶坂の依頼で肉蝮を襲撃し圧倒するが、ハンザキが乱入し武器を持った肉蝮に打ちのめされる。再び挑むがまたしても打ちのめされる。
瀬戸（せと）
陶坂の部下。
元警察官だったが、不祥事を起こし署を追われ陶坂に拾われる。肉蝮を襲撃するも、ハンザキが乱入し打ちのめされる。再び肉蝮に挑むが適わずに打ちのめされる。
大谷（おおたに）
陶坂の部下。
元警察官だったが、不祥事を起こし署を追われ陶坂に拾われる。肉蝮を襲撃するが、ハンザキに乱入され、圧倒されるが仲間割れした肉蝮とハンザキを見てナイフで肉蝮を刺すが阿武からら肉蝮と共に車に跳ねられる。肉蝮に再び挑むが、またしても打ちのめされる。

### 宗教編

#### 相棒【宗教編】
菊池 絵奈（きくち えな）
本エピソードの語り部。小学5年生。早くに母を亡くし父子家庭育ち。
平穏な生活を送っていたが、レア心教の信者たちに父親を殺され姉が拉致される。姉から警察に行くよう指示され、交番に向かっている最中のバス停で肉蝮と出会う。その際、肉蝮から「百万円払うなら力を貸してやる」という条件を受け入れ、姉の救出のため行動を共にすることになる。レア心教壊滅後はランから譲り受けた資金で肉蝮に約束の百万円を払う。その後は親戚の元で姉と共に暮らしている。

#### 菊池家
菊池 拓光（きくち たくみ）
絵奈と純の父親。レア心教を追っていたジャーナリスト。
批判記事を載せたことがきっかけでレア心教の信者に襲撃され、最期は絞殺される。
菊池 純（きくち じゅん）
絵奈の姉。高校生。
信者たちに必死の抵抗を見せ、命からがら絵奈を逃がすものの、気絶させられて拉致される。

#### レア心教
天木 允人（あまき まこと）
レア心教のトップである教祖。総勢1万人の信者を束ね、海外まで布教活動を行っている。その裏で教団に立てつくものは「救済」という名目で始末している。教団妻（ワイフ）を複数持っており、沢山の息子や娘がいる。ハロウィンの日が誕生日であり、毎年生誕祭が行われる。
京都にある老舗呉服店の長男として生まれ、英才教育を叩き込まれてきた。しかし人一倍性欲が強く、複数の女性を強姦したことで家族から絶縁され、大阪に流れ着き10年ほど貧乏生活を送っていた。その折に伊太地と出会い、彼から詐欺師の才能を見込まれ宗教を立ち上げることを勧められ、やがて巨大宗教のトップにまでのし上がった。
生誕祭では飯綱によって心臓を包丁で刺され瀕死の重傷を負う。キリンと伊太地が戦っている最中に起き上がり、自身が殺されそうになっていることを知り大金を詰めて逃げ出すが、肉蝮と鉢合わせしてしまう。直後に薬利達に捕えられそうになり、大金を払うことを条件に命を助けるよう懇願するが、肉蝮の強さを目の当たりにし、逃げるのを止めて伊太地と光輝を倒すために屋上へと向かう。屋上で光輝と決闘をすることになり、彼によって火達磨となって死亡した。
天木 光輝（あまき こうき）
允人の息子。異名は「教団後継者（ニューリーダー）」。海外の大学に布教活動をしながら留学をしていたが、教祖の生誕祭前に帰国する。
宗教を立ち上げる前の父と正妻の間に生れた子供であり、元々は貧乏ながらも平凡に暮らしていたが、レア心教が軌道に乗り教団妻がいくらでも持てるようになると正妻と彼は完全に見捨てられ、狂信的な信者達から壮絶なバッシングを受けるようになってしまう。そのため父を殺そうと恨んでおり、表向きは父のサポートをするも裏では伊太地と手を組み、自らが新たな教祖となり教団の歪みを正そうと画策する。誰もが平等で平和に生きられる教団を目指しているが、自分の考えに従わない者は容赦無く排除する一面があり、過去に父を殺すことに反対した自分の母を殺害したことがある。
生誕祭ではクーデターを起こし、紆余曲折の末に教祖を殺すことに成功する。純の自分を犠牲にしてでも妹を守ろうとした行動に感動し、教団聖母（マザー）にしようとするが絵奈に邪魔をされ彼女を絞殺しようとする。その行為を目撃した平目に強烈な一撃を喰らい、その衝撃で屋上から転落する。最期はかつての家庭のままでいられなかった事を憂いながら息を引き取った。
キリン
レア心教の最高幹部「七印」の一人。七印の中では唯一異名が判明していない。オールバックにポニーテールが特徴の男性。肉蝮や伊太地と張り合う程の格闘技術の持ち主。誰に対しても敬語で話すが、激昂すると口調が荒くなる。
子供の頃に事故で両親を亡くしたが、加害者は過失致死罪に問われるどころか無罪を獲得したため、復讐として加害者を殺した。宗教を立ち上げたばかりの教祖にその心情を見込まれ、信者達の救いの手助けをするために教団の敵となる者を始末するようになる。そのため教祖との付き合いも長く、彼からは最も信頼されていた。
夜中に部下と共に菊池家を襲撃し、拓光を絞殺して純を誘拐する。教祖の生誕祭では光輝のクーデター後に独房に監禁されるが、程なくして脱出し教祖を救おうとキュウビと共に行動する。教祖専用のフロアにて伊太地と対峙し、彼から子分になるよう誘われたが、それを断った直後に飯綱により背後を刺される。それでも尚教祖のために戦おうとするが、限界が来て気絶してしまう。後に絵奈に傷の手当てをされ遅れて屋上に出向き、教祖の死を目の当たりにする。教祖の死後は光輝に従うが、ヤクザは不要とという思いは変わらず、飯綱に重症を負わせて再度伊太地と戦うも敗北する。
教祖や光輝と共に自身も死のうとするも、肉蝮の伊太地への執念を目の当たりにし、彼を介抱する。続く大阪編では肉蝮の新たな相棒となり、行動を共にする。
ホウオウ
レア心教の最高幹部「七印」の一人。異名は「教団歌手（シンガー）」。体格の良い長髪の男性。
かつてはキックボクサーだったが、肉体がピークを過ぎ敗北が重なりリングを去った後に教祖と出会う。レア心教に入信してからは自身のルックスが中年女性信者に受け、歌手として人前に立ち多くの信者を増やした結果、最高幹部にまでのし上がった。その経緯から、教祖のことは第二の人生を与えてくれた恩人として慕っている。
女性信者の一人とデートをしている最中に肉蝮に襲撃される。深手を負いながらも無意識の内にリングに逃げ込み、持ち前の格闘センスで肉蝮に反撃するが、高圧洗浄機を使った不意打ちにより敗北する。敗北後は拘束され、純がキュウビのところにいることを伝える。
カイチ
レア心教の最高幹部「七印」の一人。異名は「教団執筆師（ライター）」。黒縁メガネと真ん中に白いメッシュがかかった髪が特徴の中年男性。教祖の話を文字に書き起こす執筆業をしている。それをまとめた本を出しているが一冊15万と非常に高額。
教祖と出会い愛を知ったことで集会所を学生街に設け、孤独や不安を抱えている大学生や専門学生を中心に信者を増やしていた。
レア心教のセミナーに出演し、本の購入を拒否した本田を他の信者と共に罵倒する。その後肉蝮が乱入し信者に捕えるよう命じるが、多勢にも動じない肉蝮に恐怖を覚え逃走し、窓から飛び出してきた肉蝮のボディプレスを喰らう。
キュウビ
レア心教の最高幹部「七印」の一人。異名は「教団教師（ティーチャー）」。グラマラスな体格をした女性。あらゆる人間を信者に育て上げるノウハウがあり、純の教育係を務める。レア心教の信者たちが集まる「レア・ハートスクール」を経営しており、子供達を中心に信者を増やしている。
幼少期では母親から虐待されて育ち、周りからも除け者にされていた。大人になってからもそれは変わらず、絶望していたところに教祖と出会う。その経緯から、教祖に絶対的な忠誠心があり、全人生を教祖に捧げるべきだと考えている。
自身の塾にて襲撃してきた肉蝮と対峙する。伊太地の作戦によりキリン、ランと協力して肉蝮を拘束しそのまま絞殺しようとするが、肉蝮の予想以上の怪力により取り逃がしてしまう。教祖の生誕祭では光輝のクーデター後に独房に監禁されるが、キリンと共に脱出する。ラン達と鉢合わせになった際にはキリンを先に行かせ、自身はランと対峙する。死闘の末に深手を負わされるが、執念で起き上がり強烈な一撃を喰らわせる。しかし、自身も限界が来ており、教祖のことを思いながらその場に倒れこんだ。しばらく後に起き上がり、屋上では洗脳で教団妻に教祖を助けるよう命令する。教祖が火達磨になった際にはどこまでもご一緒にすると言い、彼を抱いて共に焼け死んだ。
ラン
レア心教の最高幹部「七印」の一人。異名は「教団俳優（アクター）」。ショートカットヘアが特徴の人物。スリムな体格をしており口調も含め女性のように見えるが、実は男性であり胸にパットを仕込んでいる。フランクな性格をしており、最強最かわを自負する。
かつては「鈴風ラン（すずかぜラン）」として様々な舞台の主演を務めた天才子役だったが、未成年に淫行を働いたために芸能界から追放された。教祖と出会い、教団の広告塔となることを勧められ、その働きにより飛躍的に信者が増加した。しかし、彼自身は現在もレア心教の教えには興味がなく、再び舞台に立つことを夢見ている。
伊太地の作戦によりキリンと共に肉蝮を拘束するが、取り逃がしてしまう。その後、弦と吾朗を追っていた肉蝮の前に信者を従えて現れる。軽い身のこなしで肉蝮を翻弄するが、彼に捕まり、バックドロップを喰らって敗北する。敗北後は純が本部に監禁されていること、近いうちに教祖の生誕祭パレードが行われることを教える。その後は絵奈と行動し、彼女を本部に連行することで自分の手柄を立てようとしたが、彼女の優しさから罪悪感を覚え、信者に連れ去られたそうになった彼女を衝動的に助けてしまったことで完全に教団から離反する。教祖の生誕祭では本部ビルの別の入り口から絵奈と共に侵入する。キリンとキュウビと鉢合わせになった際には絵奈を平目に任せ、自身はキュウビと対峙する。死闘の末にキュウビに深手を負わせるが、直後に強烈な一撃を喰らいその場に倒れんだ。しばらく後に起き上がり、屋上ではビルから落ちそうになった絵奈を救出し、純と共に脱出する。レア心教壊滅後はアメリカに渡って一から女優をやり直すことを絵奈と純に教える。最終話では絵奈に自分がやり直すきっかけをくれたことに感謝しつつ、絵奈に肉蝮への報酬分用と、今後絵奈と姉を守る為の資金として肉蝮から奪った金を分け与えた。その後は晴々とした表情でアメリカ行きの飛行機に乗って旅立って行った。
リュウ
レア心教の最高幹部「七印」の一人。異名は「教団技術者（エンジニア）」。丸メガネと無精ヒゲが特徴の長髪の男性。無類の銃好きであり、人を撃ち殺す願望を持っている。
過去に本物の銃欲しさに伊太地組の事務所に忍び込もうとしたことがあり、伊太地の紹介によりレア心教に入信した。以降は表向きは教団の製造業に携わりながら、裏では密輸した武器の模造品作りに明け暮れ、試行錯誤の末に自分の銃を完成させた。
教祖の生誕祭では光輝のクーデター後に光輝に従う。教祖の息子の一人を射殺した後、肉蝮が接近した事を知り自ら出陣する。部下と共に迎え撃つもあっさりと部下が全滅し、自身も肉蝮のラッシュを喰らって敗北する。
レイキ
レア心教の最高幹部「七印」の一人。異名は「教団博士（ドクター）」。恰幅の良い体格をした長髪の男性。新薬研究の第一人者であり、薬学を通じて真理を追求する。一方で教団に尽くす意思の無い者達を薬漬けにして無理矢理に従順にさせるなど非道な一面もある。見た目の割に素早い動きを見せ、肉蝮をして「ちょっと強ェな」と言わしめた。
その正体は伊太地の左腕であり、本名は御古城（おこじょう）。ヤクザらしく両腕に刺青が彫られている。伊太地組の中で最も薬物知識に長けており、伊太地の指示によりレア心教に潜伏し、教団の内情を探りつつ新種の合成麻薬の開発をしていた。また、信者に紛れていた飯綱を陰からサポートしていた。
教祖の生誕祭では光輝のクーデター後に光輝に従う。リュウがやられた後、温泉施設にてハンマーを武器に肉蝮と対峙する。肉蝮を蹴り飛ばしてトドメをさそうとするが、平目を武器に使われ頭を打ち付けられて敗北する。
平目（ひらめ）
レア心教の信者の一人。警察官の巡査。子供の頃から警察を目指していたが、本当に守りたかったのは小さい女の子であることに気付き、「保護」という名目で秘密の隠れ家に連れ込んでは性的な暴行を行っていた。彼の部屋には様々なコスプレや仮面が飾られている。
他の警察と共に菊池家を訪れるが、異常が無いことを確認する。その夜一人で菊池家に訪問し絵奈に近付き、彼女を確保する。そのままキリンに引き渡そうとするも、肉蝮に剣山のようなもので攻撃され、左半身に重症を負う。病院で治療を受け肉蝮へ復讐心を燃やすが、彼に捕まり拷問される。
その後は、ハンプティ・ダンプティのコスプレをして絵奈の前に現れ、彼女を捕えようとするが、彼女の罠にはまり高所から落下して重傷を負う。
教祖の生誕祭ではピエロのような仮想をして絵奈とランの前に現れる。これまでと違い絵奈に協力的な姿勢を見せるが、内心では絵奈を確保しようと考えるなど人格が乖離している様子が見られた。温泉施設では絵奈に襲い掛かろうとしてきたレイキの実験材料を一人で叩きのめすが、直後に現れたレイキの言葉に翻弄され再び教団側に寝返る。絵奈を確保するが、直後に現れた肉蝮に突き飛ばされた挙句、後のレイキとの闘いでは身体ごと武器に使われて気絶する。それでもまだ立ち上がり、屋上で光輝が絵奈に手をかけている場面を目撃し、衝動的に彼を突き飛ばす。その攻撃の余波で奥のセットが崩れ光輝と共にビルから転落するが、絵奈を守れたことに満足気な顔をしながら頭を打ち付けて死亡した。
桑名 ゆか（くわな ゆか）
レア心教の信者の一人。
小学校の同級生である本田をレア信教に勧誘する。

#### その他【宗教編】
伊太地（いたち）
本エピソードのキーパーソン。大阪の犬方組系列伊太地組組長。天木允人に宗教を立ち上げさせた張本人にして事実上の黒幕であり、レア心教を自身のシノギとしている。教祖のことは昔からのお得意様として接しているが、彼からは道具としてみなされておりいずれ関係を断ち切ろうとしていた。しかしそれを見抜いており、光輝と結託して教祖を殺そうと考えていた。飄々とした性格をしているが、肉蝮の巨体を蹴り飛ばすなど非常に高い身体能力を持つ。過去に毘婆と戦ったことがあり、首に斬り傷をつけられたお返しに左目を抉った。
かつては犬方組の組長や幹部達を尊敬していたが、年を重ねるにしたがって金の亡者へと成り下がり、自身を金蔓としか思っておらずを出世させる気が一切無いという現状を憂いており、何もかもひっくり返そうとしている。
教祖から相談を受け東京に訪れ、肉蝮の始末を依頼される。キュウビの塾にて肉蝮と対峙し、しばらく渡り合う。後に七印達が駆け付けた際には自分の作戦が失敗に終わったことに憤慨し、興が覚めたとして肉蝮を窓の外まで蹴り飛ばした。教祖の生誕祭では本部ビルの教祖専用のフロアにてキリンと対峙し、飯綱の助力もあって彼を倒す。屋上で教祖が死んだあと再び肉蝮と対峙し、壮絶な戦いの末に肉蝮に深手を負わせて撤退する。
後にレア心教以外にも宗教団体を作っており、既に十二分な収益を上げられる規模にまで成長していることを明かす。そこでのシノギとレア心教を畳んで得た資金を組長に納め、若頭補佐から若頭への出世を打診するが、それを拒否されたため我慢の限界に達し執行部と決別して組長以外の幹部を全員殺害した。
続く大阪編でも引き続きキーパーソンとして登場する。
飯綱（いいづな）
伊太地組の構成員で伊太地の右腕。胸に刺青が彫られている中年男性。レア心教の信者に紛しており、「妻がレア心教に入信してから全財産を教団に貢いだため、病気だった子供の治療費が払えずに死んだ」という設定の男を演じていた。
純が初めて教祖と対面した日に包丁を持って教祖の前に現れ殺そうとするが、七印達の猛攻撃を受けて返り討ちにあう。教祖の生誕祭ではキリンが離れている隙に教祖の心臓を刺して重傷を負わせ、伊太地とキリンとの戦いではキリンを背後から刺して重傷を負わせる。屋上では再度キリンを刺そうとするが、彼に蹴り上げられ持っていたナイフが顎から頬に貫通する重症を負う。それでも致命傷は避けており、伊太地と共に撤退する。以降は大きなマスクをしている。
続く大阪編でも引き続き登場する。
薬利（くずり）
伊太地組の構成員。病室から逃げた教祖を部下と共に捕えようとするが、その場にいた肉蝮に部下共々叩きのめされる。
大阪編ではチンピラをしめていた所を肉蝮に見つかり、片目を失う重症を負った挙句、伊太地組や伊太地の弱点をはかされる。継承式では縛られた状態で強制的に生コン車に乗せられる。猟虎の攻撃の余波で縛りが取れ、密かに抜け出そうとするも生コン車に仕込まれていた燃料の爆発に巻き込まれる。
平（たいら）
犬方組の執行部の一人。執行部の中でも特に伊太地に対する当たりが強い。犬方組の幹部会では伊太地に殺される。
大阪編では伊太地の回想にて登場。犬方組の関東進出に先駆けて、東京でシノギを始めるが、山嵐組との縄張り争いに発展した挙句、毘婆に軽くあしらわれる。

### 大阪編

#### 相棒【大阪編】
キリン
元レア心教の最高幹部「七印」の一人。前章では肉蝮とは敵対していたが、伊太地打倒の共通の目的の下で行動を共にする。本章では黒スーツを着用し、肉弾戦が主体だった前章に対して本章では青龍刀を武器に用いる。
伊太地組の貂とは面識があり、彼に師事して裏社会を生きるノウハウを学んでいた。
五代目犬方組継承式では、肉蝮や彼がしめたチンピラ達と共に生コン車を率いて突撃する。肉蝮が組員達の注意を引き付けている隙に単身で裏から回り込むが、貂の奇襲を受けてそのまま交戦し、彼を倒す。その後に現れた飯綱に敗北するが、すぐに起き上がり再び生コン車を運転して飯綱に重症を負わせる。しかし、自身も既に致命傷を負って長くはないことを悟っており、伊太地に一泡吹かせるために青龍刀を投げ、それを手にした肉蝮が彼の左目と左腕を切り伏せることに成功する。直後に飯綱の銃撃を受けて倒れ、菊池絵奈の幻影を見ながら完全に息を引き取る。

#### 伊太地組
伊太地 幸道（いたち ゆきみち）
本エピソードのキーパーソン。犬方組系列伊太地組組長→犬方組五代目組長。名前は継承式の垂幕と123話に登場した警察手帳にて判明。
元々は大阪府警察の巡査であり、覚せい剤密売の元締めと目される当時の犬方組三代目組長の逮捕のため、潜入捜査官となり犬方組に潜り込む。組長の逮捕には成功するものの、警察上層部に切り捨てられたことや長年ヤクザとして過ごした経験から、警察を辞職し裏社会で生きていくことを決めた。その内に飯綱をはじめ伊太地に付いてくる者が現れ、やがて現在の伊太地組が出来上がった。
上記の過去から、警察にもヤクザにもなり切れなかった自分を半端者と自嘲しており、どれだけ裏社会でのし上がっても常に虚しさが付きまとっていた。しかし、どんな相手でも暴力で叩きのめす肉蝮こそ「本物」だと思っており、ある意味では彼のようになりたかったと思うようになっていた。
継承式では犬方組五代目組長となるが、直後に肉蝮の襲撃を受ける。襲撃に乗じて自身に反目していた平組の若頭や部下たちに殺されそうになるが、これを返り討ちにする。配下を排除してきた肉蝮と壮絶な一騎打ちを繰り広げ、あと一歩のところまで追い詰めるが、キリンの捨て身の連携により、左目と左腕を失う重症を負う。直後にトドメを刺されそうになるが、飯綱に救出されて車で逃走し、追跡してきた肉蝮を道連れに車ごと崖から落下する。その後も肉蝮と壮絶な殴り合いを繰り広げるも、最終的に出血多量で肉蝮との決着がつくことなく死亡する。
飯綱（いいづな）
伊太地組の構成員で伊太地の右腕。前章の終盤にてキリンに重症を負わされるが、右頬に縫合跡があるものの傷は完治している模様。武器は小振りのナイフの二刀流で、手負いとは言え身体能力の高いキリンと渡り合う程の実力の持ち主。
伊太地組の最古参のメンバーであり、初めて伊太地に会った時から、己の上に立つべき者として絶対的な忠誠心を持っていた。そして伊太地と共に裏社会の頂点を獲ることを生き甲斐としており、それを実現するためにあらゆる手段を尽くしてきた。
継承式では貂が倒された後にキリンと対峙し、一騎討ちの末に彼を倒す。直後に肉蝮と戦っていた伊太地の救援に駆けつけるが、キリンの奇襲を受けて重症を負い、再びキリンと対峙し、その場に落ちていた拳銃で撃ち殺した。再度伊太地を車で救出し、病院へと急行するが、肉蝮にバイクで追跡され、片腕だけで車から振り落とされる。それでもまだ生きており、伊太地の下に駆けつけるも、既に伊太地は死亡しておりその場で泣き崩れる。その後は満身創痍の身でありながらすべての元凶とも言える絵奈の命を狙い東京へ向かうも、その道中で肉蝮と遭遇し、以前肉蝮を車で跳ねたことへの恨みから所持していたナイフと松葉杖で体を貫かれて殺害され、遺体は路地裏のゴミ捨て場に遺棄された。
貂（てん）
伊太地組の構成員で最も危険な伊太地組三人衆の一人。長髪が特徴の美形の男で薬利曰く美に拘りを持つ冷酷なナルシスト。武器は鎖鎌。
表向きは海外を飛び回っているビジネスマンだが、裏では東南アジアで臓器売買のブローカーをやっていた。更に金銭的に困窮していたレア心教の信者達を秘密裏に臓器売買を行っており、信者の消息不明の一端を担っていた。過去にキリンの面倒を見ていたが、伊太地に高く評価されていた彼を疎ましく思っていた模様。
継承式ではキリンの奇襲を察知し、彼と交戦する。キリンを鎖で縛り上げて絞め殺そうとするが、青龍刀で鎖を切られた挙句、鎌が脳天に突き刺さり死亡する。
川獺（かわうそ）
伊太地組の構成員で最も危険な伊太地組三人衆の一人。子供のような見た目に反して残忍で凶暴な性格をしており、身内を巻き込む攻撃にも躊躇がない。武器は火炎放射器や棘付きのナックルダスター。
かつては猟虎と共に浪花の凶悪コンビ「ヤクザ喰い」と呼ばれており、二人で暴行、恐喝、強盗はおろか、ヤクザ相手にも物怖じすることなく半殺しにしていた。その威勢の良さを伊太地に目をつけられ、彼に敗北後に子分となった。夢や目的はなく持て余した力をぶつけられる場所を探しており、その場所を見つけてくれた伊太地には恩義を感じている。
継承式では肉蝮と戦おうとしない者達を火あぶりにした後、猟虎と共に肉蝮と交戦する。火炎放射器に穴を開けて肉蝮に投げつけ、引火爆発を狙おうとするも逆に投げ返されて爆発に巻き込まれる。
猟虎（らっこ）
伊太地組の構成員で最も危険な伊太地組三人衆の一人。組員の中でも特に大柄で薬利曰く怪力とタフさを備えたフィジカルモンスター。武器はチェーンソー。
回想では伊太地組に入る前から川獺と行動を共にしていた。
継承式では川獺と共に肉蝮と交戦する。川獺が倒された直後に組員が持っていたゴルフクラブを頭に打ち付けられて倒される。

#### その他【大阪編】
犬方 俊蔵
犬方組四代目組長。名前は継承式の垂幕から(読みは不明)。他の執行部共々老齢期に差し掛かっているものの、一向に現在の地位から動こうとはせず下の者から金を巻き上げていたため、伊太地からは老害と罵られていた。
宗教編の最後に他の幹部を殺害された挙句、目の前で妻を陵辱されたことで完全に心が折れ強制的に組長の座を明け渡すことになる。しかし、肉蝮の乱入で継承式が中断され、騒動の最中に伊太地を殺そうとするも、逆に首を跳ねられ死亡する。
平組の若頭
本名不明。顔や髪型は組長の平に似ているが、髭が生えている。
組長の死を不審に思い、伊太地組に詰め寄るが返り討ちにあう。
継承式では肉蝮の襲撃に乗じて部下と共に伊太地を殺そうとするが、彼に首の骨を折られる。

### 麻薬カルテル編

#### 相棒【麻薬カルテル編】
賀頭 垂人（がとう たると）
賀頭一家六代目組長。前組長であった祖父の死により成り行きで組長に就任したが、ほとんど部下に実権を握られており金回りは良くない。肉蝮からはタルタルと呼ばれる。
賀頭一家が仕切ってる縁日で大凶が出たことによる腹いせで暴れていた肉蝮の前に駆けつけ、彼に殺されそうになるが、偶然肉蝮の頭上に落雷が直撃し、以降は直前で約束していた通り自身に従うようになり、彼と行動を共にする。ミクトラン・カルテルとの決着後は主だった組長や多くの組員が逮捕され粋賛会が事実上崩壊したこともあり、賀頭一家を正式に解散して堅気に戻ろうとするも、賀頭の男気に惚れた他の組長たちからの伝言や摩黒からの懇願を受け、元粋賛会の残存組員1000人を吸収し新生賀頭一家の大親分としてヤクザを続けていくことを決意。その後は元々一家が行っていたテキ屋家業をシノギとして、大親分になった後も自ら屋台に立つなど真っ当かつ地道に働きながら暮らしている。

#### 粋賛会（すいさんかい）
法城 譲司（ほうじろ じょうじ）
粋賛会会長。鼻に横一線の傷がある中年の男。
ミクトラン・カルテルとは平和協定を結んでおり、肉蝮がきっかけで武戴組が壊滅的な被害を受けた後、落とし前として賀頭の小指を詰めて収めようとするが、摩黒に説得され、考えを改める。
しかし、協定の反故はせず、賀頭一家が粋賛会傘下でないことをいいことに一家が単独で仕掛けたことにし、彼の名前で果たし状を相手に送り付けた上に自信の組は一切干渉せず傍観に徹した。賀頭が無事に戻ると表向きは称賛し祝賀会を開くが、内心では彼をかつぎ上げる者が出てくることを快く思ってなかった。
屋上での決戦では賀頭を守るために粋賛会全員でミクトランを潰そうとするが、実は裏でドン・ヘススと密かに手を組んでおり、 摩黒組以外の全員がミクトラン側に付き賀頭達を孤立させた。メンバー全員で賀頭達を潰そうとするも、肉蝮の奇襲を受け部下の大半を失った挙句、部下に巻き込まれる形で転落する。決着後は摩黒の口から生還していたことが明かされるも重傷を負って入院しており、退院後はそのまま逮捕される予定の模様。
摩黒 梶輝（まぐろ かじき）
粋賛会理事の一人で武戴組組長。キャバクラや地下格でシノギを稼いでいる。
肉蝮によって巻き込まれる形でミクトラン・カルテルにシノギを潰された挙句、自身の本部事務所も壊滅的な被害を受けた。自身も殺されそうになるが、直後に肉蝮と賀頭が乱入してきた事で結果的に命を救われ、その後の粋賛会の集会ではミクトラン・カルテルとの協定を反故するよう粋賛会を扇動した。以降は賀頭に心酔し、屋上での決戦で他の粋賛会のメンバーがミクトラン側に付く中、彼と部下だけは最後まで賀頭を守ろうと手の平を返さなかった。決着後は正式に賀頭一家の傘下となり、シノギであるテキ屋家業でも自ら屋台に立っていた。
亜羅槙 邪鶏（あらまき じゃけい）
粋賛会亜羅槙組組長。サングラスに口髭や顎髭を生やした男。
粋賛会主催の賀頭の祝賀会ではひたすら賀頭を持ち上げ、彼を旗頭にミクトランを潰すよう煽動してた。しかし、屋上での決戦では他の粋賛会のメンバーと同様あっさり賀頭を見限りミクトラン側に付く。その後は他のメンバーと同様肉蝮の奇襲を受け重傷を負う。

#### ミクトラン・カルテル
ドン・ヘスス
中南米某国に本部を置く麻薬カルテル、ミクトラン・カルテルのメンバー50人を従える日本支部のボス。顔の右半分に大きな傷があり(本部との会話から身内の制裁によって付けられた模様)、右目を失っている。日本の大使館を拠点にしており、部下に命じて各地に麻薬をばらまいている。武器は小振りのナイフで主に投擲に用いることが多い。
肉蝮によって取引現場が荒らされた際には、カブラカンと共に武戴組本部事務所に訪れ、報復として武戴組の構成員を多数葬る。その後、肉蝮が現れ小競り合いになるが、警察が来ることを悟り撤退する。その際、同行していた賀頭を目の敵にする。麻薬の交換条件として、粋賛会の手引きにより芝浦の倉庫にて賀頭と対面し、彼のハッタリも見抜いて一方的に痛めつける。その後、賀頭の挑発に乗せられた肉蝮が現れ、カマソッツを含めた構成員を失った挙句、消防や警察が来ることを悟り再び撤退する。二度の襲撃により構成員が激減したことから本部に援軍を要請するも一蹴され、収益の5%を毎月納めることを条件に粋賛会と裏で手を組み、粋賛会の大半を味方につける。
ホテル屋上の決戦においては上記の事情を知らない賀頭達を孤立させるが、またも肉蝮の奇襲を受け、場の混乱に乗じて逃走する。しかし、賀頭達に追いつかれ、最後の切り札として館内の時限爆弾装置を起動させる。粋賛会ごと道連れにするように見せかけながら密かにジェットパックで脱出しようとするも、肉蝮にジェットパックを破壊され爆死した。
カブラカン
ミクトラン・カルテルの構成員。肉蝮よりも一回り以上大きな身体をしており、片手の握力だけで顔を潰す程の怪力を持つ。付き合っている日本人女性から日本語を学んでいるようだが、そのせいか日本語で喋るときはオネエ言葉になる。
肉蝮によって取引現場が荒らされた際には、ヘススに同行し武戴組の構成員を多数葬った。直後に現れた肉蝮に丸太で頭を強く打ち込まれるが、ほとんど効いておらず即座に反撃した。屋上での決戦では再び肉蝮を襲撃し、高所からの強烈なスープレックスを浴びせるも仕留めきれず、直後の強烈に鉄骨に顔面を打ち付けられて敗北する。
カマソッツ
ミクトラン・カルテルの構成員。メキシコ風のポンチョやソンブレロを被り、骸骨のような仮面をつけた小柄な男。腕の関節を自由に外すことが出来、リーチを錯覚させながら相手を仕留めることを得意とする。武器は2振りのナイフや背中に鞭のようにしなる刃が仕込まれたギターの他、ポンチョの中には多数の凶器を仕込んでいる。食材にタバスコやチリソースを大量にかけるなど独特の嗜好をしている。
肉蝮によって取引現場が荒らされた際には、報復として武戴組が経営しているキャバクラを襲った。芝浦の倉庫にて肉蝮が急襲して来た際には即座に応戦、上記のカラクリから手傷を負わせるもタイヤを投擲され敗北する。以降は登場しないが、カブラカンのセリフから死亡した模様。
ミキストリ
ミクトラン・カルテルの構成員。スーツ姿に覆面を被った男。あるビルの最上階に自身の拠点である会員制のクラブがあり、VIP相手に麻薬の取引をしている。ルチャ・リブレを得意とし、軽い身のこなしで巨漢のプロレスラーも難なく倒すことができる。一見痩せているように見えるが、実は体重は105kgある。日本の常識に疎いのか、寿司屋にフルーツロールがあると思い込んでいた。
少年時代はルチャ・リブレの選手、エル・ケツァールに憧れ、彼を目標に体を鍛えてルチャ・リブレの選手となった。しかし、面会したエル・ケツァールから弱者をいたぶる悪癖を注意され、褒められるどころか軽蔑を受けてしまい、衝動的に潰してしまう。興行を仕切るドン・ヘススから制裁を受けるが、その強さを見込まれ、以降はミクトラン・カルテルの構成員として生きていくことになった。
肉蝮によって取引現場が荒らされた際には、報復として武戴組が経営している地下格に乱入し、選手を襲った。自身のクラブに肉蝮と賀頭が乱入した際にはルチャ・リブレショーを開催して自ら肉蝮の相手をするも、返り討ちにあう。その後の描写からクラブの一件の責任を取らされ、カブラカンによって始末されバラバラにされた模様。
ラティーノ
ミクトラン・カルテルの構成員。サングラスをかけた壮年の男。麻薬を一方的に売りつけ、もめた際には躊躇なく攻撃する。
とあるバーで麻薬を売りつけていたところ、肉蝮が乱入し組織の情報を聞き出すために捕えられる。それでも頑なに喋ろうとしなかったが、大量のタバスコを眼や肛門に捩じ込まれ、ついに自白してしまう。その後重体になりながらも大使館に戻るが、ヘススに裏切り者と見做され、舌を切られた上に池に捨てられた。

#### その他【麻薬カルテル編】
寿司屋の大将
本名不明。寿司号満の店主。食べログで星4.5と評判が良いが、礼儀の悪い客には厳しい言葉をかけ、退店させる。
しかし、カマソッツ達が訪れた際には萎縮してほとんど言いなりになっており、挙句にはお代も踏み倒された。
征見 与太郎
北海道の農場長。72歳。外国人労働者を多数農場で働かせているが、彼らを言いくるめて奴隷同然の扱いをしている。
北海道に居た肉蝮が賀頭の挑発に乗せられ、偶然彼の保有してるセスナを目撃し、セスナの操縦をさせられる。さらに芝浦の倉庫にて肉蝮に海に捨てられた挙句、セスナを破壊された上に爆撃犯として逮捕される。

## 書誌情報
- 原作：真鍋昌平・作画：速戸ゆう、[10]作画：嶋田ひろあき・ネーム：藤澤勇希 『闇金ウシジマくん外伝 肉蝮伝説』 小学館〈ビッグコミックススペシャル〉、既刊23巻（2025年3月28日現在）
  1. 2017年7月28日発売[11][12]、ISBN 978-4-09-189583-7
  2. 2018年3月12日発売[13][14]、ISBN 978-4-09-189854-8
  3. 2018年6月29日発売[15]、ISBN 978-4-09-860033-5
  4. 2018年10月30日発売[16]、ISBN 978-4-09-860172-1
  5. 2019年2月28日発売[17]、ISBN 978-4-09-860256-8
  6. 2019年5月30日発売[18]、ISBN 978-4-09-860347-3
  7. 2019年12月26日発売[19]、ISBN 978-4-09-860537-8
  8. 2020年4月27日発売[20]、ISBN 978-4-09-860661-0
  9. 2020年7月30日発売[21]、ISBN 978-4-09-860732-7
  10. 2020年12月25日発売[22]、ISBN 978-4-09-860828-7
  11. 2021年5月28日発売[23]、ISBN 978-4-09-861036-5
  12. 2021年8月30日発売[24]、ISBN 978-4-09-861160-7
  13. 2021年11月30日発売[25]、ISBN 978-4-09-861227-7
  14. 2022年3月30日発売[26]、ISBN 978-4-09-861289-5
  15. 2022年7月29日発売[27]、ISBN 978-4-09-861376-2
  16. 2022年11月30日発売[28]、ISBN 978-4-09-861536-0
  17. 2023年6月29日発売[29]、ISBN 978-4-09-861667-1
  18. 2023年9月28日発売[30]、ISBN 978-4-09-862587-1
  19. 2023年12月27日発売[31]、ISBN 978-4-09-862672-4
  20. 2024年4月30日発売[32]、ISBN 978-4-09-862746-2
  21. 2024年7月30日発売[33]、ISBN 978-4-09-862880-3
  22. 2024年11月28日発売[34]、ISBN 978-4-09-862885-8
  23. 2025年3月28日発売[35]、ISBN 978-4-09-863377-7